# Corigliano-Rossano
Corigliano-Rossano est une commune de la province de Cosenza, dans la région de Calabre, en Italie.

## Histoire
- Le site archéologique de Thourioï

## Administration

### Hameaux
- Corigliano Calabro, Rossano